# Họ Rùa da
Họ Rùa da (danh pháp khoa học: Dermochelyidae) là một họ rùa biển, hiện chỉ có 1 loài còn sinh tồn duy nhất là rùa da (Dermochelys coriacea). Họ này được xếp trong siêu họ Rùa da (Dermochelyoidea) hoặc siêu họ Rùa biển (Chelonioidea) nghĩa rộng. Họ này còn chứa một số loài chỉ biết đến từ các hóa thạch.

## Phân loại
Họ này chứa các chi sau:
- †Corsochelys
- ? †Egyptemys (đặt vào đây không chắc chắn)
- ? †Miochelys (đặt vào đây không chắc chắn)
- ? †Cosmochelys (đặt vào đây không chắc chắn)
- †Cardiochelys
- †Protosphargis
- †Eosphargis
- ? †"Thalassochelys" (đặt vào đây không chắc chắn)
- †Psephophorus
- †Mesodermochelys
- Dermochelys